# 1957 en France
Chronologie de la France
- 1953
- 1954
- 1955
- 1956
- 1957
- 1958
- 1959
- 1960
- 1961

Cet article présente les faits marquants de l'année 1957 en France.

## Événements
- L'appel au contingent permet au gouvernement de mobiliser 418 000 hommes en Algérie au début de l'année[1].
- 7 janvier : face aux nombreux attentats du FLN le Président du Conseil Guy Mollet donne la directive à l’armée de rétablir l'ordre en Algérie « par tous les moyens »[2] ; début de la bataille d’Alger, menée par les « paras » du général Jacques Massu, chargé du maintien de l’ordre dans l’agglomération algéroise[3].
- 12 janvier : décret de création de Sud-Aviation par la fusion de la Société nationale des constructions aéronautiques du Sud-Ouest (SNCASO) et de la Société nationale des constructions aéronautiques du Sud-Est (SNCASE)[4].

- 4 février : la question algérienne est à l'ordre du jour de l'Assemblée générale des Nations unies qui adopte la résolution 1012 par laquelle elle exprime « l'espoir qu'une solution pacifique, démocratique et juste pourrait être trouvée par des moyens appropriés conformément aux principes de la charte des Nations Unies »[5].

- 8 mars : assemblée générale constitutive du Centre national des jeunes agriculteurs (CNJA)[6].
- 18 mars : décret instaurant un prélèvement exceptionnel de 20 % sur les suppléments de bénéfices et de 2 % sur les réserves des entreprises. Majoration de 57 milliards de francs des recettes de l’État[7].
- 20 mars : une lettre du général Jacques Pâris de Bollardière parue dans L'Express confirme le recours à la torture par l'armée française en Algérie[8].
- 25 mars : signature du traité de Rome : création, au 1er janvier 1958, de la Communauté économique européenne (CEE) et de l'Euratom. le processus d'intégration des pays européens prend une nouvelle dimension avec cette alliance regroupant la Belgique, la République fédérale d'Allemagne, la France, l'Italie, le Luxembourg et les Pays-Bas[9].

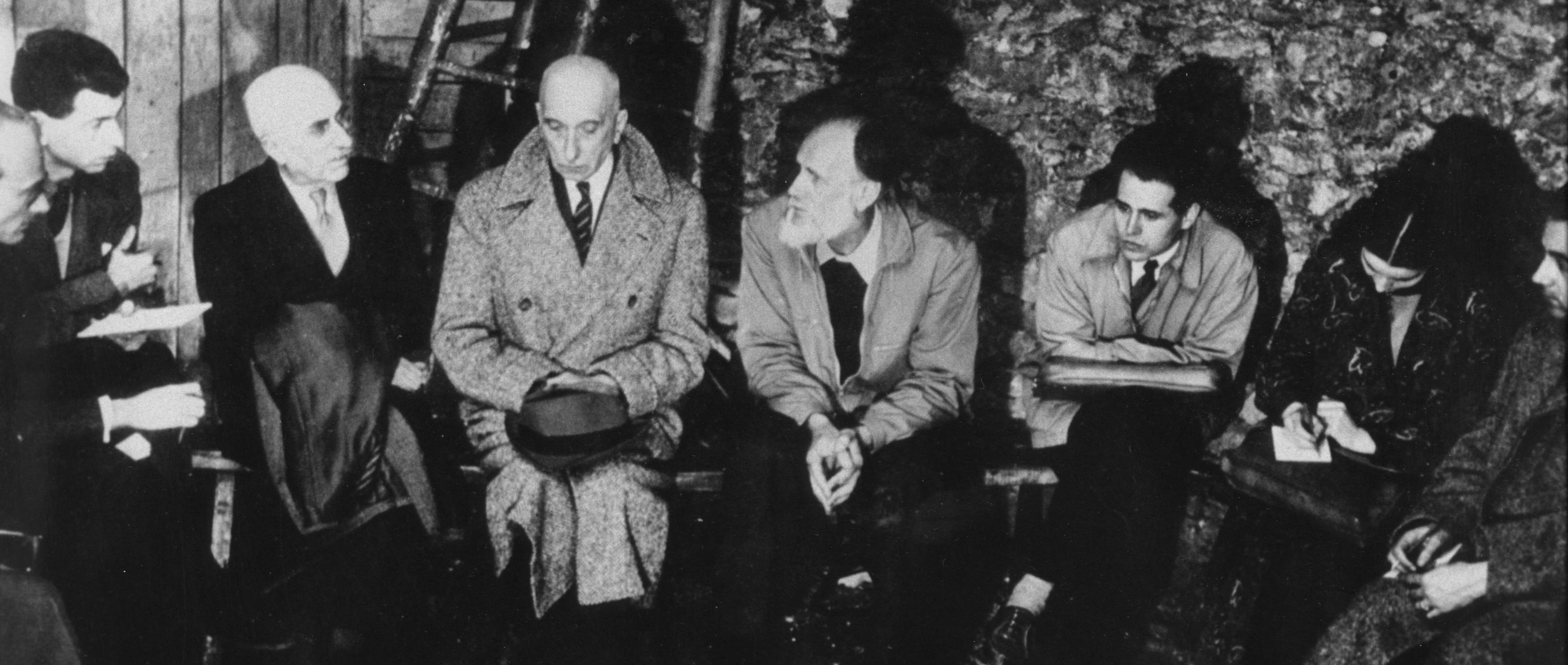
Personnalités jeûnant contre la torture pendant la guerre d'Algérie, Paris, 1957 (Lanza del Vasto, Louis Massignon, etc.)

- 1er avril : pour toucher l'opinion publique, les compagnons de l'Arche Lanza del Vasto, Bernard Gaschard et Pierre Parodi commencent un jeûne de vingt jours à Clichy pour dénoncer l'usage de la torture par l'armée française en Algérie[10].
- 4 avril : vote des principaux décrets d’application de la Loi-cadre Defferre donnant l’autonomie aux colonies de l’AOF et de l’AEF[11].
- 5 avril : l’opposition métropolitaine (François Mauriac) obtient la nomination d’une commission d’enquête sur les abus de la répression, la Commission de sauvegarde des droits et libertés individuels en Algérie[12].
- 8-11 avril : première venue de la reine Élisabeth II en France[13].

- 15 mai : un accord syndical permet la création de l'Union nationale des institutions de retraite des salariés (UNIRS). Début de la mise en place des retraites complémentaires des salariés (1957-1961)[14].
- 21 mai : chute du gouvernement Guy Mollet, mis en minorité (213 voix contre 250) par la Chambre sur son programme financier[7]. Il souhaitait augmenter les impôts de 20 % devant l'alourdissement des dépenses militaires lié au conflit algérien.
- 26 mai : assassinat de l'ancien vice-président de l'Assemblée algérienne Ali Chekkal au stade de Colombes par un jeune militant du FLN lors d'un matche de finale de la coupe de France[15].

- 12 juin-30 septembre : gouvernement Maurice Bourgès-Maunoury[7].

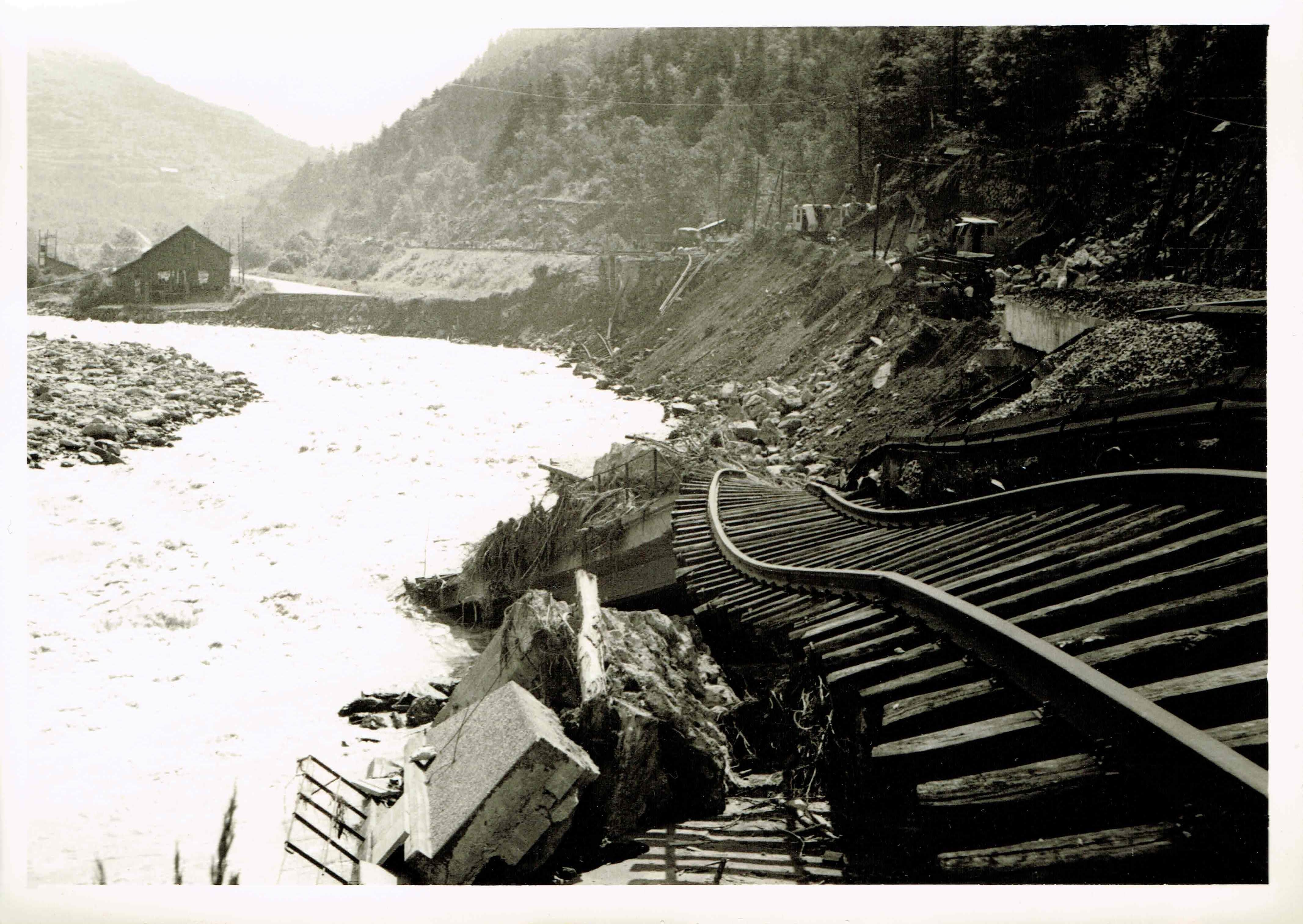
Voie ferrée après la crue de l'arc de 1957, au-dessus de Saint Michel de Maurienne, 15 juin 1957.

- 13-14 juin : une série de crues catastrophiques affecte les cours d'eau des Alpes centrales (Arc, Durance, Guil et Ubaye notamment[16]. Le Queyras est évacué.
- 18 juin : décret supprimant le régime de libéralisation des prix commerciaux[17].
- 21 juin : première française des Dialogues des Carmélites, opéra en trois actes de Francis Poulenc à l'Opéra de Paris[18].
- 26 juin : le ministre des finances Félix Gaillard prend des mesures d'austérité pour lutter contre l'important déficit qui affecte le budget de l'État. Il réussit à faire voter par le parlement une loi fiscale instaurant une avance de 300 milliards de francs de la Banque de France et un assainissement financier de l'État par une majoration d'impôts de 130 milliards (hausse de 10 % de l’impôt sur les sociétés, réduction de la décote fiscale de 25 % pour les entreprises ayant un chiffre d’affaires supérieur à 45 millions de francs. Les droits de timbre et d’enregistrement, le prix de l’essence et les tarifs postaux et téléphoniques sont majorés de 20 %. Le taux de TVA passe de 19,5 à 25 % sur certains produits de luxe). Depuis juin 1956, la fiscalité a été alourdie de 327 milliards de francs (sur un total de 3 684 milliards de recettes fiscales, compte non tenu des mesures de décembre), augmentation sans précédent depuis 1948[7].
- 15 juillet : la France retient définitivement le site de Reggane (Algérie) pour installer une base secrète pour l’expérimentation de la bombe atomique[19].

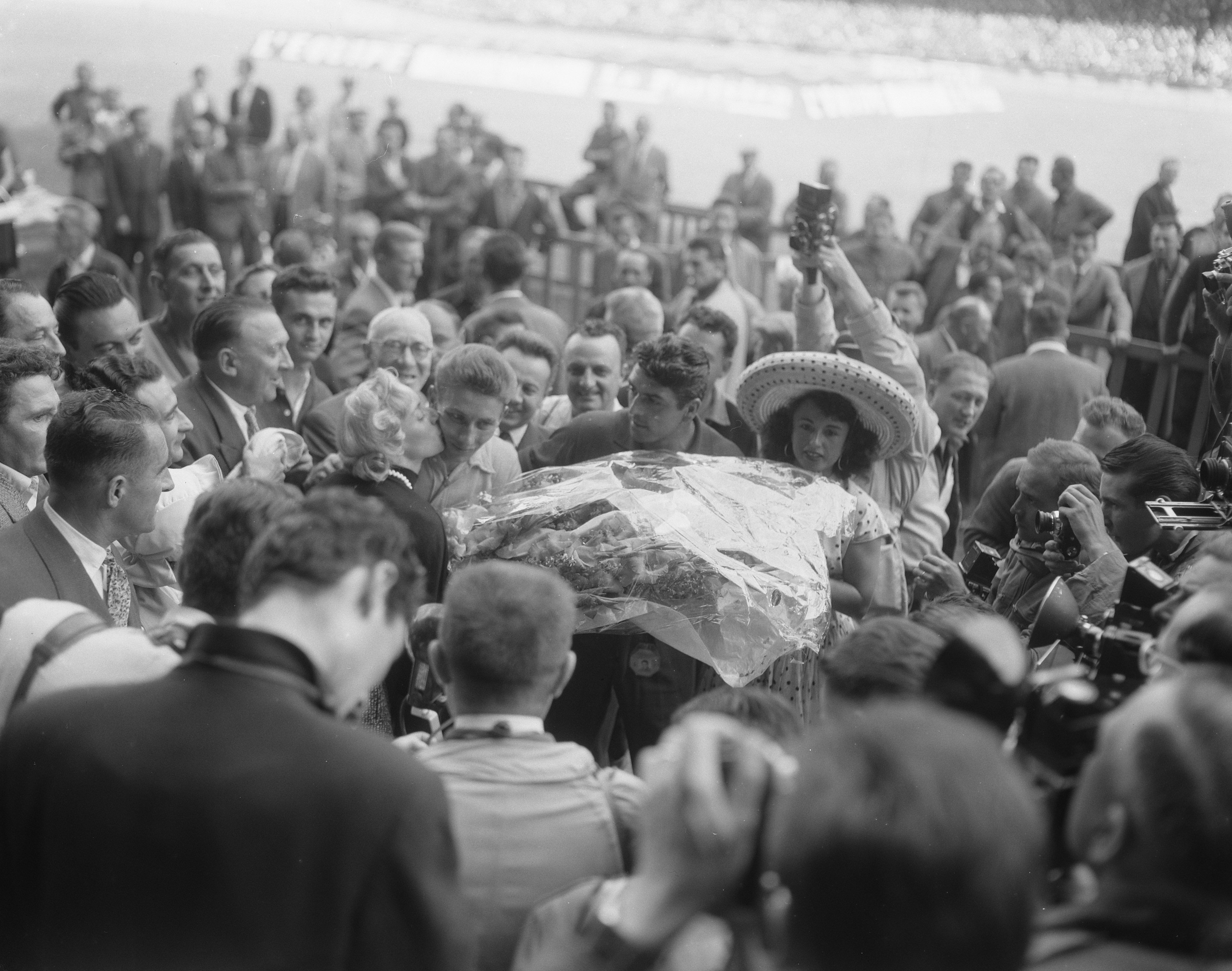
Victoire de Jacques Anquetil, Parc des Princes 1957.

- 20 juillet : première victoire de Jacques Anquetil dans le tour de France cycliste cycliste[20].
- 25 juillet : loi sur les congés d'éducation ouvrière[21].
- 26 juillet : loi qui permet d'étendre à la métropole les dispositions fixées par la loi du 16 mars 1956 dite des « pouvoirs spéciaux » en Algérie[22].
- 29 juillet : décret favorisant le financement des entreprises en modifiant les conditions de taxation des dividendes[7].

- 10 août : « opération 20 % », dévaluation déguisée du franc français. Instauration de facto d'un régime de changes multiples[17].

- 17 septembre : décret majorant les tarifs de la SNCF[17].
- 18 septembre, 2, 10 et 14 octobre : décrets instaurant un régime de soutien aux prix agricoles[17].
- 30 septembre : chute du gouvernement Maurice Bourgès-Maunoury[23].

- 9 octobre : victoire effective des parachutistes du général Massu à Alger sur le FLN. Fin des attentats terroristes dans la capitale algérienne[24].
- 11 octobre : sortie en France du  film franco-italien Les Week-ends de Néron (Mio figlio Nerone), réalisé par Steno[25].
- 16 octobre : le Prix Nobel de littérature est décerné à Albert Camus[26].
- Octobre : les membres de la Beat Generation Allen Ginsberg, Peter Orlovsky et Gregory Corso logent au « Beat Hotel », rue Gît-le-Cœur, à Paris[27].
- 5 novembre : discours du nouveau président du conseil Félix Gaillard devant les députés. Il présente son programme politique, résumé en six points : assainissement de l'économie, lutte contre l'inflation, vote d'une loi-cadre pour l'Algérie, respect des engagements atlantiques de la France, poursuite de la construction européenne, réforme des institutions[28].
- 6 novembre : début du gouvernement Félix Gaillard jusqu'au 15 avril 1958. Après cinq semaines de crise, le gouvernement de Félix Gaillard obtient la confiance de l’Assemblée nationale par 337 voix contre 173. À 38 ans, c'est le plus jeune chef de gouvernement depuis le Consulat de Bonaparte en 1800[28].
- 7 novembre : loi autorisant l'avance de 250 milliards de francs de la Banque de France au budget de l’État. Le ministre des finances Pierre Pflimlin sollicite l'octroi de 650 millions de dollars du FMI à la France[29].
- 10 novembre : accident des rampes de Saint-Paul à La Réunion[30].

- 12 novembre :

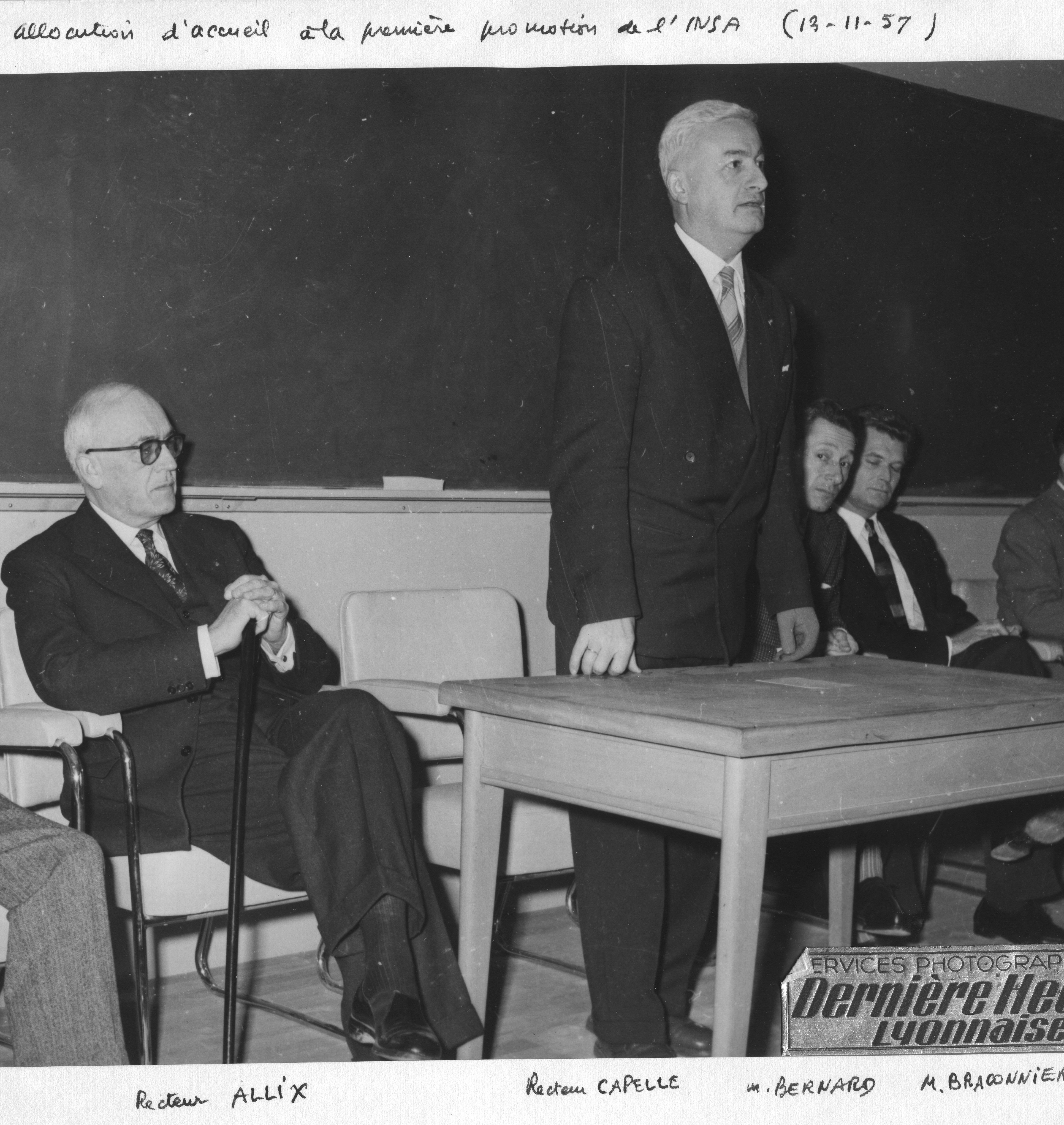
Conférence d'accueil de la première promotion de l'INSA de Lyon le 13 novembre 1957.

  - ouverture de l'Institut national des sciences appliquées de Lyon, grande école d'ingénieurs, sur l'ancien terrain militaire de la Doua, à Villeurbanne[31].
  - l’Assemblée reconduit la loi sur les pouvoirs spéciaux en Algérie et en métropole [32](loi n° 57-1203 du 15 novembre 1957). Le conflit algérien devient un gouffre financier pour les dépenses de la nation (20 % du budget est affecté aux dépenses militaires en Algérie).

- 4 décembre : sortie du film de Jack Pinoteau Le Triporteur avec Darry Cowl et Pierre Mondy[33].
- 13 décembre : loi sur la compression des dépenses publiques[29]. Elle permet 335 milliards de francs de recettes supplémentaires. La TVA est portée à 27,5 % sur certains produits et la TPS à 15 % sur certains services. Les droits de timbre sont majorés de 10 %. le prélèvement exceptionnel sur les bénéfices supplémentaires des entreprises passe à 45 % pour les celles qui ont passé des marchés en relation avec le conflit algérien. L'impôt sur les sociétés passe à 45,6 %[7].
- 16-19 décembre : sommet de l’OTAN à Paris[34].
- 28 décembre :
  - décret instituant le Code du domaine de l'État, qui regroupe les dispositions législatives relatives aux biens appartenant aux personnes publiques[35].
  - en Lorraine ferrifère, au sud de Thionville, la commune de Saint-Nicolas-en-Forêt est constituée[36]. Elle est surtout composée de cités ouvrières.
- 30 décembre : création de la Caisse autonome de consolidation des crédits à moyen terme, destinée à soutenir la consommation des ménages et des entreprises[29].

## Naissances en 1957
- 4 janvier : Joël Bats, joueur de football.
- 11 janvier : Alain Lemercier, athlète.
- 13 janvier : Bruno Baronchelli, joueur de football.
- 18 janvier : Patrice Baudrier, comédien de doublage français. Il double notamment Jean-Claude Van Damme.
- 12 mars : Patrick Battiston, joueur de football.
- 3 avril : Yves Chaland, dessinateur. († 18 juillet 1990).
- 27 mai : Véronique Augereau, actrice.
- 1er juillet : Patrick Catalifo, acteur français.
- 6 août : Patrick Borg, acteur français de doublage
- 18 août : Carole Bouquet, actrice.
- 12 octobre : Rémi Laurent, acteur. († 14 novembre 1989).
- 3 décembre : Valérie Quennessen, actrice. († 19 mars 1989).
- 29 décembre : Serge Riaboukine, acteur français.

## Décès en 1957
- 19 février : Maurice Garin, cycliste, premier vainqueur du Tour de France. (°19 février 1957)
- 24 juillet : Sacha Guitry, dramaturge, acteur, réalisateur. (°21 février 1885)
- 24 octobre : Christian Dior, grand couturier. (° 21 janvier 1905)
- 4 novembre : Joseph Canteloube, compositeur, musicologue et pianiste. (° 21 octobre 1879)
- 6 décembre : Robert Esnault-Pelterie, ingénieur aéronautique et inventeur. (° 8 novembre 1881)